# Biblioteca Pública de Fort Worth

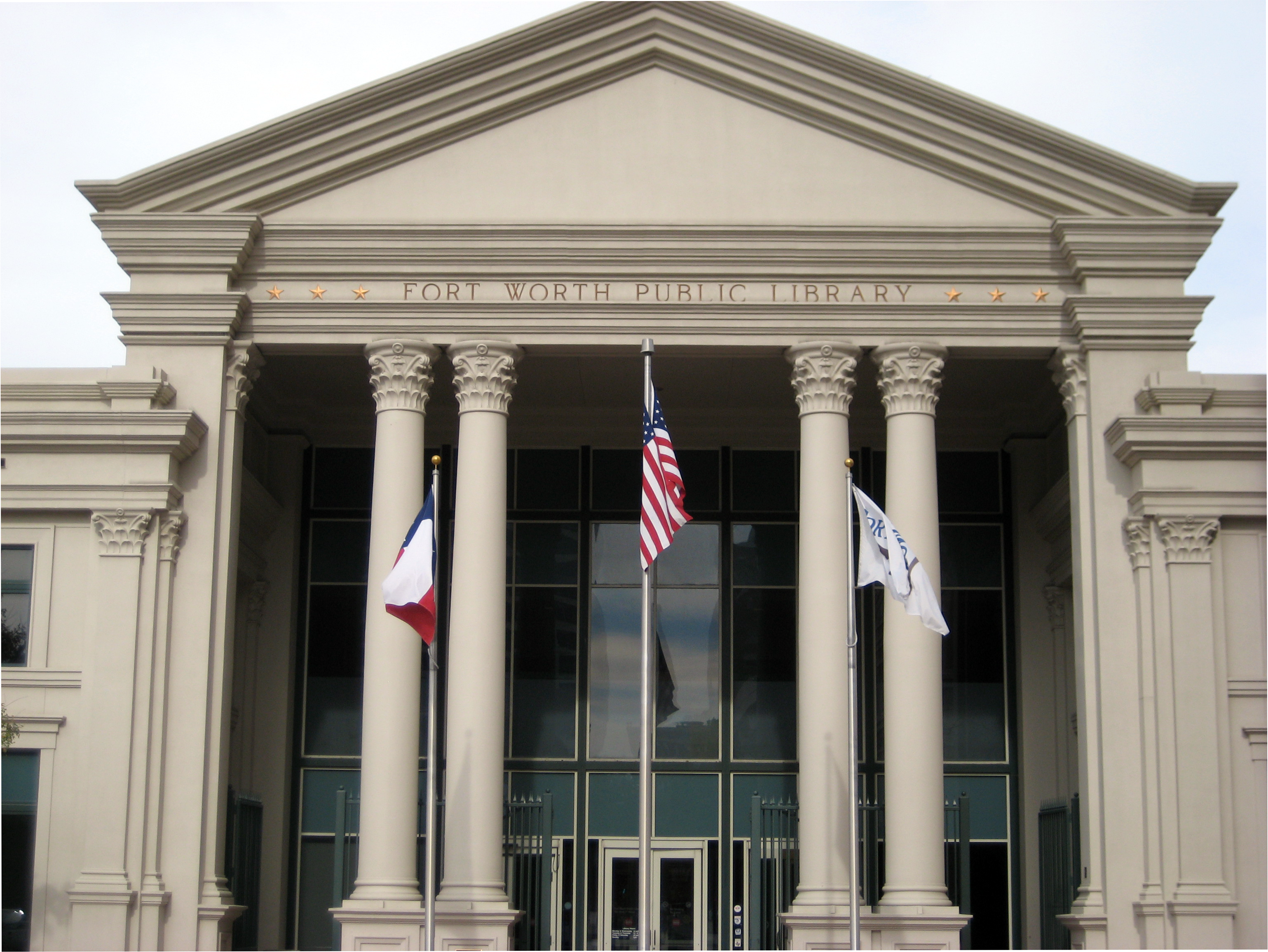
La biblioteca central de la Biblioteca Pública de Fort Worth

Biblioteca Pública de Fort Worth (en inglés: Fort Worth Library) es el nombre con el cual se conoce el conjunto de bibliotecas de Fort Worth, en Texas, Estados Unidos. 
Se organiza en torno a una biblioteca central y otras muchas bibliotecas.

## Bibliotecas
- Central Library
- Diamond Hill/Jarvis
- East Berry
- Meadowbrook
- Northside
- Ridglea
- Riverside
- Seminary South
- Ella Mae Shamblee
- Summerglen
- Wedgwood
- Northwest